# La Verrerie
La Verrerie is een gemeente en plaats in het Zwitserse kanton Fribourg, en maakt deel uit van het district Veveyse.
La Verrerie telt 1.177 inwoners.